# Otok (powiat poddębicki)
Otok – wieś w Polsce położona w województwie łódzkim, w powiecie poddębickim, w gminie Zadzim.
| SIMC    | Nazwa         | Rodzaj    |
| ------- | ------------- | --------- |
| 0990110 | Głogowiec     | część wsi |
| 1040467 | Proboszczówka | część wsi |

W skład sołectwa Otok wchodzą także Otok PKP, Zalesie, Zalesie PGR.
W latach 1975–1998 miejscowość położona była w województwie sieradzkim.
Przez wieś przebiega magistrala węglowa Gdynia – Śląsk. W miejscowości znajduje się stacja kolejowa Otok.